# Fatum Elisum
 (décembre 2021).
Fatum Elisum est un groupe de death-doom et metal gothique français, actif entre 2007 et 2014.

## Biographie
S'inspirant des premiers représentants du death-doom, du black et du dark metal, les guitaristes Hugo et Christophe forment Fatum Elisum en 2007 avec le batteur Sator et le bassiste Asgeirr. Le groupe cite Deinonychus comme influence particulière. Ende les rejoint rapidement en tant que chanteur. Après les premières répétitions communes, Sator quitte le groupe et est remplacé par un deuxième Christophe.
En novembre 2007, le groupe fait la première partie d'Indesinence et d'Ataraxie. En juin 2008, Fatum Elisum enregistre son premier EP en coopération avec Post Ghost Recordings. Stu Gregg signe le groupe pour Aesthetic Death Records et publie à nouveau l'EP éponyme en septembre 2009. Des concerts internationaux suivent avec Esoteric, Mournful Congregation, Rising Dust, Yuck et Longing for Dawn ainsi qu'au Dutch Doom Day. En 2011, l'album Homo Hihilis sort via Aesthetic Death. Fatum Elisum se dissout en 2014.

## Style musical
Le style joué par Fatum Elisum est généralement considéré comme du death-doom, mais le groupe est surtout comparé à des représentants du metal gothique. Des parallèles avec My Dying Bride ont ainsi été établis à plusieurs reprises. D'autres comparaisons sont faites avec Paradise Lost, Type O Negative et Cathedral,,. Le groupe lui-même fait des parallèles avec Deinonychus, dont la musique varie également entre le death-doom, le funeral doom, le metal gothique, le death metal et le dark metal.
Le chant est mis en avant comme caractéristique marquante de la musique. Ende varierait, selon l'Amboss-Mag, entre chant épique, grognements et cris. Selon la même critique, « la musique [...] change constamment et, à côté de brèves incursions mélodiques, on se retrouve au galop dans le doom-death et, en point d'orgue, la 'partie désespérée' qui te fait sentir son désespoir lorsqu'il crache ses mots ». Selon Metal.de, « c'est un baryton plaintif qui domine, dont certaines parties ne nient pas une certaine ressemblance avec Peter Steele (Type O Negative), mais qui se transforme de temps en temps en un grognement puissant ou, de manière isolée, en un gémissement tourmenté ». Le jeu de guitare est décrit d'une part comme particulièrement varié et d'autre part comme typique du death-doom. Selon les critiques musicales, les « riffs et les leads étirés [...] n'ont rien de remarquable ».

## Discographie
- 2008 : Fatum Elisum (EP, Post Ghost Recordings)
- 2009 : Fatum Elisum (EP, Aesthetic Death Records)
- 2011 : Homo Nihilis (album, Aesthetic Death Records)